# Бранислав Ковач
Бранислав Ковач (Београд, 11. новембар 1946 — Београд, 8. децембар 2013) био је српски и београдски новинар, публициста и писац.

## Биографија
Аутор је 16 књига. Од тога три о спортистима („Последњи гол Драгана Манцеа“, „Пикси - Фудбалски великан“ , „Квартет за Европу: Белодедић, Просинечки, Савићевић, Панчев“). Затим осам књига о успешним људима разних професија. Аутор је и једне књиге из тзв. урбане прозе („33 х под липама Пашиног брда“). Онда су дошле на ред књиге из серије: „33 х како постати писац“, „33 х како постати новинар“, „33 х како постати водитељ“ и „33 х како постати сликар“.
Као дугогодишњи новинар објавио је на хиљаде текстова у готово свим новинама оне тзв. велике Југославије (највише у издањима „Политике“), као и десетак фељтона, више ТВ и радио прилога (у радио емисији „Породица Јовановић“ „Радио Београдa“ - 100 прилога). Заступљен је у лексикону „Ко је ко у Србији“ (издања 1991,1995,1996). На „Вуковом сабору“ 1987. освојио је награду за песму „Без стране настране“. Добитник је годишње награде недељника „Хупер“ („Политика“), тада најтиражније новине за младе (1994). Заступљен је једном својом песмом („Сликару мојих боја“) у антологији сликара Милића од Мачве - „Словар о одшелнику“ (1996).
Из брака са супругом Славицом има синове Михаила и Марка.